# Цапок (Молдова)
Цапок (молд. Ţapoc; Цепень, рум. Țăpeni) — село в Фалештском районе Молдавии. Наряду с сёлами Натальевка, Белеуцы, Комаровка, Ивановка и Поповка входит в состав коммуны Натальевка.

## География
Село расположено на высоте 144 метров над уровнем моря.

## Население
По данным переписи населения 2004 года, в селе Цапок проживает 147 человек (75 мужчин, 72 женщины).
Этнический состав села:
| Национальность | Число жителей | Процентный состав |
| -------------- | ------------- | ----------------- |
| украинцы       | 105           | 71.43             |
| молдаване      | 36            | 24.49             |
| русские        | 6             | 4.08              |
| Всего          | 147           | 100%              |